# Genius Party

Genius Party est un film omnibus de treize courts métrages d'animation du Studio 4°C sorti le 7 juillet 2007. Les courts métrages sont réalisés par des Japonais, à l'exception de celui réalisé par Nicolas de Crécy, Le Manchot mélomane.

## Titres et réalisateurs
| Titre               | Réalisateur          |
| ------------------- | -------------------- |
| Genius Party        | Atsuko Fukushima     |
| Shanghai Dragon     | Shoji Kawamori       |
| Deathtic 4          | Shinji Kimura        |
| Doorbell            | Yuji Fukuyama        |
| Limit Cycle         | Hideki Futamura      |
| Happy Machine       | Masaaki Yuasa        |
| Baby Blue           | Shin'ichirō Watanabe |
| Gala                | Mahiro Maeda         |
| Tojin Kit           | Tatsuyuki Tanaka     |
| Wanwa' the Puppy    | Shinya Ohira         |
| Moondrive           | Kazuto Nakazawa      |
| Le Manchot mélomane | Nicolas de Crécy     |
| Dimension Bomb      | Koji Morimoto        |